# Jeremy Podeswa
Jeremy Podeswa (* 1962 in Toronto) ist ein kanadischer Filmregisseur und Drehbuchautor.
Er begann in den 80ern mit Kurzfilmen, schrieb insgesamt nur drei eigene Spielfilme mit Eclipse 1994 und The Five Senses 1997 sowie Fugitive Pieces 2007. Im 21. Jahrhundert konzentrierte er sich fast nur noch auf die Regie von Fernsehserien. Er erhielt Auszeichnungen und Nominierungen unter anderen von der Directors Guild of Canada, der Online Film & Television Association, bei den englischsprachig-kanadischen Gemini und Genie Awards und den Primetime Emmys.

## Persönliches
Der in Toronto geborene Podeswa aus einer jüdischen Familie polnischer Migranten ist Sohn eines Holocaust-Überlebenden und ging auf jüdische Mittel- und Hochschulen, die Associated Hebrew Schools of Toronto und die Community Hebrew Academy of Toronto.
Des Weiteren ist Podeswa schwul; er thematisierte Homosexualität und andere sexuelle Orientierungen besonders in seinen frühen Kurz- und Spielfilmen, wollte sein Filmschaffen aber nicht darauf reduzieren lassen. 1999 kommentierte er in der Fugues: „Ich glaube, dass die Erfahrung, einer Minderheit anzugehören, ob gebunden an sexuelle Orientierung, Religion oder Ethnie, die Sichtweise, die man auf seine Umgebung und Dinge im Leben hat, ändert. Meine Orientierung ist nur ein Teil von mir: ich bin jüdisch, meine Eltern sind Immigranten, ich bin Nordamerikaner. All diese Dinge und viele andere machen, wer ich bin.“

## Karriere
Podeswa machte 1984 seinen Abschluss in Filmwissenschaften an dem Ryerson Institute und zog danach nach Los Angeles, wo er ein Stipendium für Regie am Zentrum für fortgeschrittene Filmwissenschaften des American Film Institute absolvierte. Anschließend nahm Podeswa zunächst Jobs als Assistent in der Produktion und im Schnitt an und drehte Musikvideos und Fernsehspecials wie Standards mit Sarah McLachlan fürs CBS.

### Film
Mit seinen frühen Filmen wurde Podeswa zu der losen Gruppe der Toronto New Wave der 80er, der etwa auch Atom Egoyan angehörte, bzw. der New Queer Toronto Wave der 90er gezählt. 1983 benutzte er seinen Studienkredit, um mit 21 Jahren seinen ersten Kurzfilm David Roche Talks to You About Love zu drehen, in dem der titelgebende schwule Künstler Roche über Liebe spricht. Eclipse von 1994 zeigt Toronter verschiedener Orientierungen in einer Kette diverser sexueller Begegnungen und sei „sehr queer in einer Omni-Sexualität“; und auch The Five Senses von 1999 folge „verwobenen Geschichten und multi-sexuellen Labyrinthen“. Danach kam der Kurzfilm Touch über die „masochistische Erotik eines misshandelten und zurückgezogenen Teenagers,“ der von Brendan Fletcher aus The Five Senses dargestellt wurde, basierend auf einer Geschichte des Autors Patrick Roscoe. Beim Toronto International Film Festival 2001 wurde der Kurzfilm als Podeswas beste Arbeit bezeichnet. Mit seinem dritten Spielfilm Fugitive Pieces, der erst 2007 folgte, beschäftigte Podeswa sich erstmals filmisch mit seinem jüdischen Hintergrund. Der Film basiert auf dem gleichnamigen Roman (deutscher Titel: Fluchtstücke) der Kanadierin Anne Michaels über einen Flüchtlingsjungen aus dem Nazi-besetzten Polen. Bereits 2003 hatte er die griechische Insel Hydra, wo der Roman teilweise spielt, besucht, um dessen Adaption zu planen; der Dreh fand schließlich 2006 statt.
Podeswa galt lange als Kanadas vielversprechendster Filmregisseur, hatte das Potenzial aber mit nur drei Spielfilmen in 20 Jahren nicht erfüllt, sondern fand seinen Durchbruch im Fernsehen.

### Fernsehen
Podeswa begann in den späten 90ern, für das Fernsehen zu drehen. 2000 kam der Fernsehfilm After the Harvest, der mit Preisen ausgezeichnet wurde, und von 2001 bis 2005 inszenierte er mehrere Episoden der beiden queeren Serien Queer as Folk und Six Feet Under – Gestorben wird immer. Dem folgte unablässig die Arbeit an realistischen oder fantastischen Drama- und Historienserien, darunter viele Primetime-Serien HBOs wie Boardwalk Empire von 2011 bis 2014 und Game of Thrones von 2015 bis 2017, für die er Emmy-nominiert wurde. Bei Station Eleven agierte er erstmals auch als Executive Producer. 2024 wird er für Blade Runner 2099, einer Fernsehserie zu Blade Runner für Ridley Scott den Piloten drehen.

## Filmografie

### Filme
- 1983: David Roche Talks to You About Love (Kurzfilm; Regie, Produktion, Schnitt)
- 1985: Diamond Time
- 1985: In the Name of Bobby
- 1986: Nion in the Kabaret de La Vita (Kurzfilm; Regie, Produktion)
- 1992: Standards (Regie)
- 1993: Walls (Regie)
- 1993: Caveman Rainbow (Regie)
- 1994: Eclipse – Begegnungen (Spielfilm; Regie, Drehbuch, Produktion)
- 1999: The Five Senses (Spielfilm; Regie, Drehbuch, Produktion)
- 2000: 24fps (Kurzfilm; Drehbuch)
- 2001: After the Harvest (Fernsehfilm, Regie)
- 2001: The Susan Smith Tapes (Kurzfilm; Drehbuch)
- 2002: Touch (Kurzfilm; Regie, Drehbuch)
- 2007: Fugitive Pieces (Spielfilm; Regie, Drehbuch)
- 2009: Empire State (Fernsehkurzfilm; Regie)
- 2016: Broken (Fernsehfilm)
- 2017: Mission Control (Fernsehfilm)

### Fernsehserien
Regie
- 1996: Die Mounties von Lynx River (North of 60, 1 Episode)
- 1996: Traders (1 Episode)
- 2001–2004: Queer as Folk (4 Episoden)
- 2001–2005: Six Feet Under – Gestorben wird immer (Six Feet Under, 5 Episoden)
- 2003–2005: Carnivàle (4 Episoden)
- 2004: Wonderfalls (1 Episode)
- 2005: Into the West – In den Westen (Into the West, 1 Episode)
- 2005: Rom (Rome, 1 Episode)
- 2005: Nip/Tuck – Schönheit hat ihren Preis (Nip/Tuck, 2 Episoden)
- 2005: Welcome, Mrs. President (Commander in Chief, 1 Episode)
- 2007: The Riches (1 Episode)
- 2007: John from Cincinnati (1 Episode)
- 2007: Dexter (1 Episode)
- 2008–2010: Die Tudors (The Tudors, 8 Episoden)
- 2009: Weeds – Kleine Deals unter Nachbarn (Weeds, 1 Episode)
- 2010: The Pacific (3 Episoden)
- 2010: Rubicon (2 Episoden)
- 2010–2014: Boardwalk Empire (7 Episoden)
- 2011: Camelot (2 Episoden)
- 2011: Die Borgias (The Borgias, 3 Episoden)
- 2011: True Blood (1 Episode)
- 2012: Homeland (1 Episode)
- 2012–2013: The Newsroom (2 Episoden)
- 2012–2014: American Horror Story (3 Episoden)
- 2013: Ray Donovan (1 Episode)
- 2013: The Walking Dead (1 Episode)
- 2014: Tyrant (1 Episode)
- 2015: True Detective (1 Episode)
- 2015–2017: Game of Thrones (6 Episoden)
- 2018: Here and Now (3 Episoden)
- 2018: The Handmaid’s Tale – Der Report der Magd (The Handmaid’s Tale, 2 Episoden)
- 2019: The Loudest Voice (2 Episoden)
- 2019: On Becoming a God in Central Florida (1 Episode)
- 2021: Moskito-Küste (The Mosquito Coast, 1 Episode)
- 2021–2022: Station Eleven (3 Episoden)
- 2024: 3 Body Problem (2 Episoden)
- 2024: The New Look (2 Episoden)

Executive Producer
- 2021–2022: Station Eleven (10 Episoden)
- 2023: Little Bird (6 Episoden)

## Auszeichnungen und Nominierungen
- 1985 Frameline Filmfestival Audience Award: Auszeichnung für David Roche Talks to You About Love
- 1986 Chicago International Film Festival Golden Hugo: Nominierung für Nion in the Kabaret de La Vita als Bester Kurzfilm
- 1987 Genie Awards: Nominierung für Nion in the Kabaret de La Vita als Bester Real-Kurzfilm
- 1999 Ghent International Film Festival Grand Prix: Nominierung für The Five Senses
- 1999 Toronto International Film Festival: Auszeichnung für The Five Senses als Bester kanadischer Spielfilm
- 2000 Genie Awards: 
  - Nominierung für The Five Senses als Bester Film
  - Nominierung mit The Five Senses für Bestes Original-Drehbuch
  - Auszeichnung mit The Five Senses für Beste Regie
- 2000 Paris Film Festival Grand Prix: Nominierung für The Five Senses
- 2001 Chlotrudis Awards:
  - Nominierung mit The Five Senses für Beste Regie
  - Nominierung mit The Five Senses für Bestes Original-Drehbuch
- 2001 Gemini Awards: Nominierung mit After the Harvest für Beste Regie eines Fernsehfilms
- 2002 Directors Guild of Canada Awards: 
  - Nominierung mit Queer as Folk für Beste Regie einer Fernsehserie
  - Auszeichnung mit After the Harvest für Beste Regie eines Fernsehfilms
- 2002 NewFest: Auszeichnung für Touch als Bester Kurzfilm
- 2002 Online Film & Television Association TV Awards: Nominierung mit Six Feet Under – Gestorben wird immer für Beste Regie einer Dramaserie
- 2005 Online Film & Television Association TV Awards: Auszeichnung mit Into the West – In den Westen für Beste Regie einer Miniserie
- 2007 Rome Film Fest: Nominierung für Fugitive Pieces zum Golden Marc’Aurelio Award
- 2008 Directors Guild of Canada Awards: Nominierung mit Fugitive Pieces für Beste Regie eines Spielfilms
- 2008 Film by the Sea Filmfestival: Nominierung für Fugitive Pieces zum Film- und Literaturpreis
- 2008 Newport Beach Film Festival Jury Awards:
  - Auszeichnung für Fugitive Pieces als Bester Film
  - Auszeichnung mit Fugitive Pieces für Beste Regie
  - Auszeichnung mit Fugitive Pieces für Bestes Drehbuch
- 2008 Sarasota Film Festival Audience Award: Auszeichnung für Fugitive Pieces als Bester Spielfilm
- 2009 Genie Awards: Nominierung mit Fugitive Pieces für Bestes adaptiertes Drehbuch
- 2010 Primetime Emmy Awards: Nominierung mit The Pacific für Herausragende Regie einer Miniserie
- 2010 Gemini Awards: Nominierung mit Die Tudors für Beste Regie einer Dramaserie
- 2010 Online Film & Television Association TV Awards: Auszeichnung mit The Pacific für Beste Regie einer Miniserie
- 2011 Critics’ Choice Movie Awards: Auszeichnung für The Pacific als Beste Miniserie
- 2011 Directors Guild of America Awards: Nominierung mit The Pacific für Herausragende Regie einer Miniserie
- 2011 Directors Guild of Canada Awards: Auszeichnung mit Die Tudors für Beste Regie einer Fernsehserie
- 2011 Online Film & Television Association TV Awards: 
  - Nominierung mit True Blood für Beste Regie einer Dramaserie
  - Nominierung mit Boardwalk Empire für Beste Regie einer Dramaserie
- 2011 Primetime Emmy Awards: Nominierung mit Boardwalk Empire für Herausragende Regie einer Dramaserie
- 2011 Peabody Awards: Auszeichnung für The Pacific
- 2012 Directors Guild of Canada Awards:
  - Nominierung mit Camelot für Beste Regie einer Fernsehserie
  - Auszeichnung mit Die Borgias für Beste Regie einer Fernsehserie
- 2012 Online Film & Television Association TV Awards: 
  - Auszeichnung mit American Horror Story für Beste Regie einer Dramaserie
  - Nominierung mit Boardwalk Empire für Beste Regie einer Dramaserie
- 2013 Online Film & Television Association TV Awards: 
  - Nominierung mit American Horror Story für Beste Regie einer Dramaserie
  - Nominierung mit Boardwalk Empire für Beste Regie einer Dramaserie
  - Nominierung mit The Walking Dead für Beste Regie einer Dramaserie
- 2014 Online Film & Television Association TV Awards: 
  - Nominierung mit Boardwalk Empire für Beste Regie einer Dramaserie
  - Nominierung mit The Walking Dead für Beste Regie einer Dramaserie
- 2015 Primetime Emmy Awards: Nominierung mit Game of Thrones für Herausragende Regie einer Dramaserie
- 2018 Directors Guild of America Awards: Nominierung mit Game of Thrones für Herausragende Regie einer Dramaserie
- 2018 Online Film & Television Association TV Awards: 
  - Auszeichnung mit Game of Thrones für Beste Regie einer Dramaserie
  - Hall of Fame für Regie
- 2018 Primetime Emmy Awards: Nominierung mit Game of Thrones für Herausragende Regie einer Dramaserie
- 2019 Directors Guild of Canada Awards: Auszeichnung mit The Handmaid’s Tale – Der Report der Magd für Beste Regie einer Dramaserie
- 2022 Directors Guild of Canada Awards: Nominierung mit Station Eleven für Beste Regie einer Miniserie
- 2022 Gotham Awards: Nominierung für Station Eleven als Beste Langform-Serie
- 2022 Pena de Prata: Auszeichnung für Station Eleven als Beste Miniserie
- 2023 Directors Guild of America Awards: Nominierung mit Station Eleven für Herausragende Regie einer Miniserie
- 2023 Independent Spirit Awards: Nominierung für Station Eleven als Beste neue Serie
- 2024 Canadian Screen Award: Nominierung für Little Bird als Beste Dramaserie